# Deutsche Bank Center
Pour les articles homonymes, voir Warner.

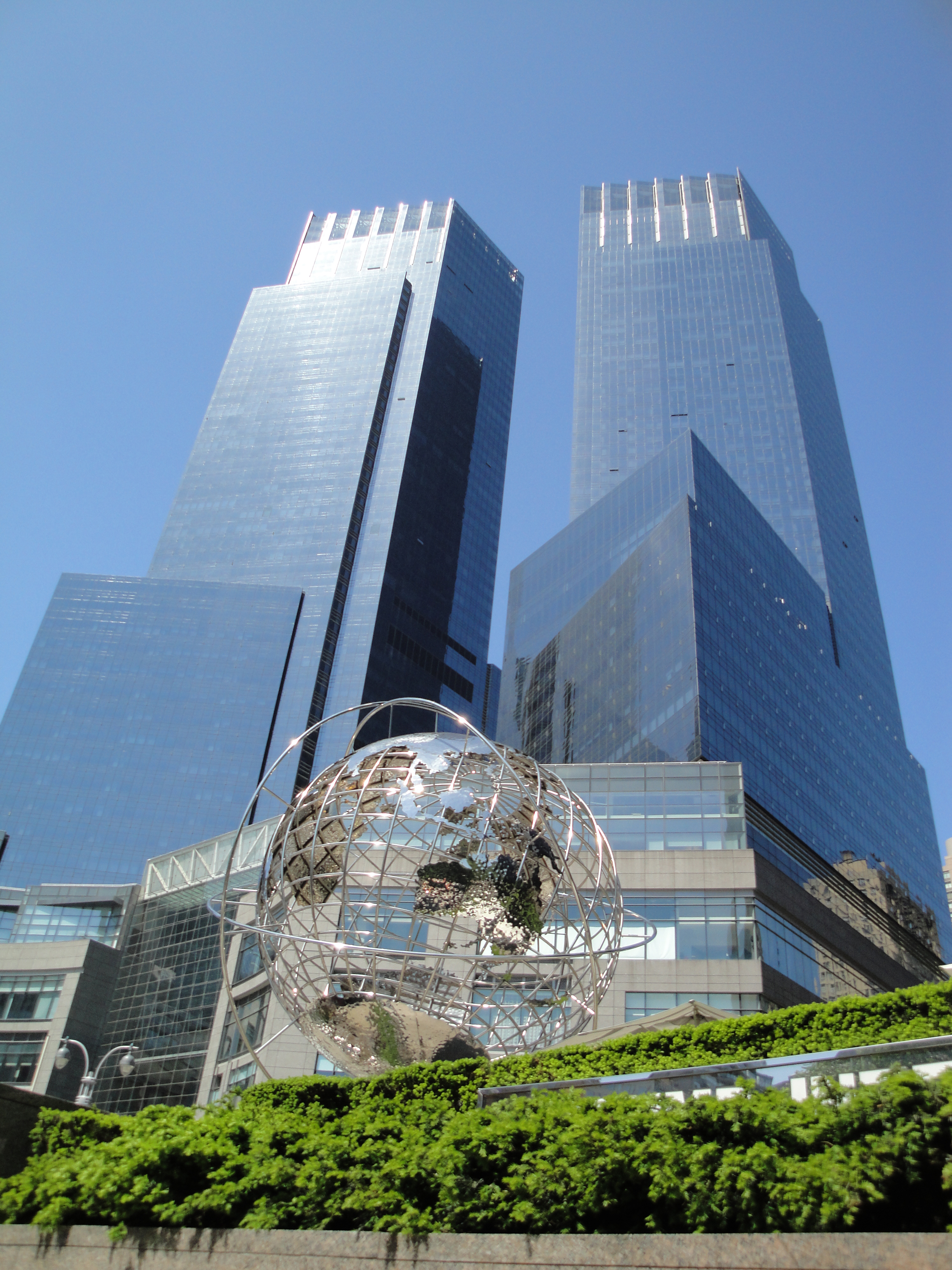
Le Time Warner Center

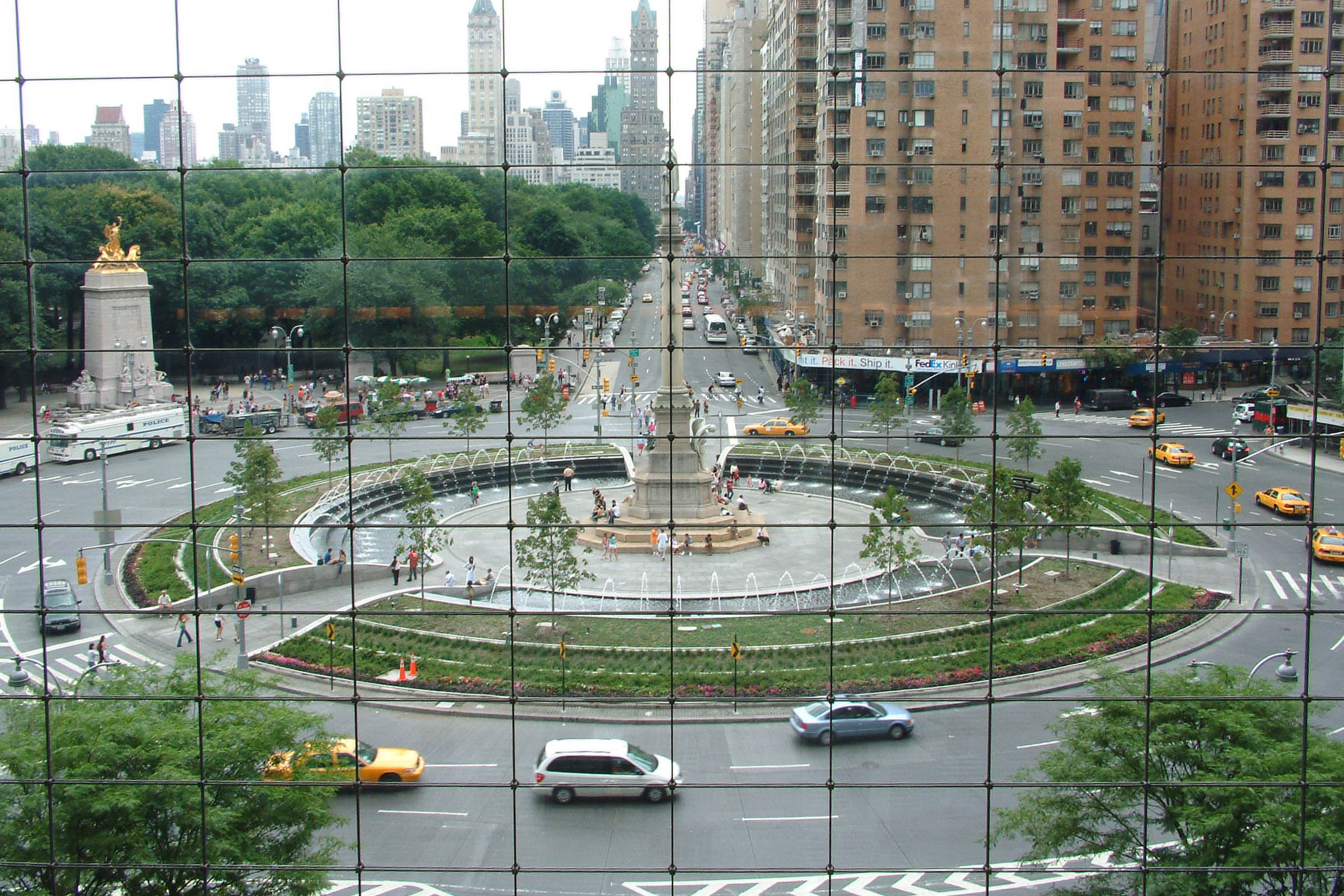
Columbus Circle, avec au centre le Columbus Monument, vu depuis le centre commercial du Time Warner Center.

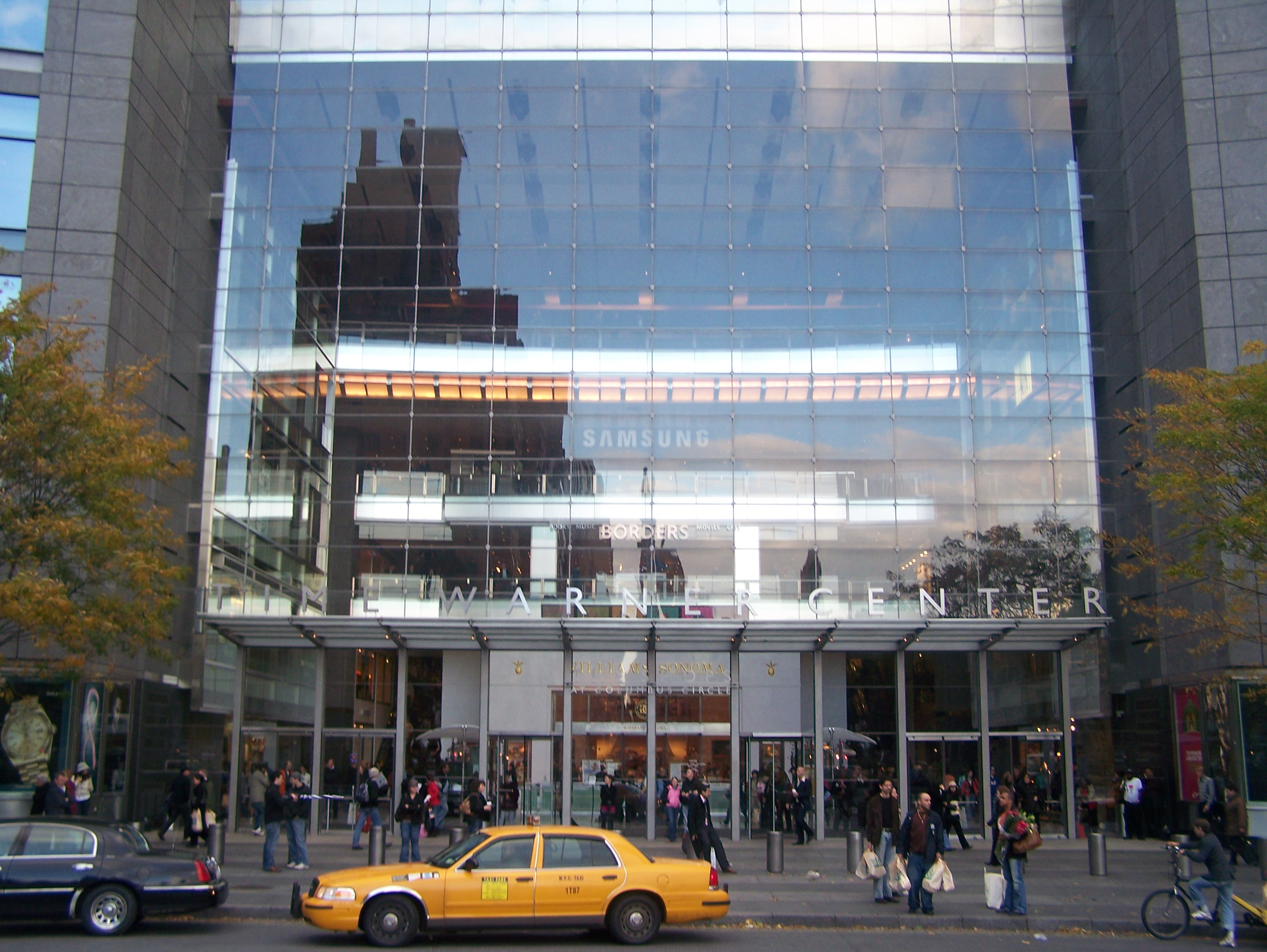
À l'inverse, le Time Warner Center, vu depuis Columbus Circle.

Le Deutsche Bank Center, auparavant nommé Time Warner Center (et s'appelant à l'origine AOL Time Warner Center) est un complexe constitué de deux tours jumelles de 229 mètres de haut, reliées entre elles par une vaste galerie commerciale. Il est situé à New York, plus précisément à Manhattan, à la jonction des quartiers de Midtown, de Hell's Kitchen et de l'Upper West Side, au niveau de Columbus Circle, au sud-ouest de Central Park. Il a été conçu par David Childs et Mustafa Kemal Abadan, architectes de Skidmore, Owings and Merrill. La construction a débuté en novembre 2000, et le complexe a été officiellement inauguré le 27 février 2003. 
La surface totale du complexe atteint les 260 000 mètres carrés. Le Time Warner Center comprend une galerie commerciale, des bureaux, des appartements et l'hôtel Mandarin Oriental qui occupe les étages 35 à 54. La compagnie Time Warner possède ses studios en sous-sol, sous les deux tours. La galerie commerciale située à la base du bâtiment et baptisée « Shops at Columbus Circle » abrite de très nombreux magasins (notamment une boutique Samsung), ainsi que des restaurants de luxe à l'étage le plus élevé. En outre, le supermarché souterrain de la galerie est le plus grand de Manhattan. Le complexe accueille également un studio de la CNN, ainsi qu'une salle de 6 000 places, rattachée au Lincoln Center for the Performing Arts.
Le Time Warner Center constitue en outre la première grande construction de la ville depuis les attentats qui ont frappé le World Trade Center le 11 septembre 2001. Le fait de construire de nouvelles tours jumelles si peu de temps après la catastrophe a été vu comme un symbole fort, même si la construction du complexe avait débuté dès la fin de l'an 2000. 
Plusieurs éléments ont contribué à la promotion de l'immeuble. Dans un premier temps la proximité avec Central Park, qui offre des vues imprenables sur toute la ville, a amené les agents immobiliers à baptiser le complexe « One Central Park », afin d'attirer les acheteurs, alors que « One Central Park West » est en réalité l'adresse de la Trump International Hotel and Tower située de l'autre côté de Columbus Circle, et possédée par le milliardaire américain Donald Trump. Celui-ci, amusé, a alors fait placer une banderole sur sa tour disant : « La vue n'est pas si belle que ça, n'est-ce pas ? ». 
En 2003, le pilote de Champcar David Martinez a acquis le Penthouse (appartement qui occupe tout un étage) au sommet de l'une des tours pour 45 millions de dollars ce qui constitue l'un des appartements les plus chers jamais vendus à New York.
Par son architecture, le Time Warner Center rend hommage aux rues de New York. Ainsi, la base incurvée de l'immeuble épouse la forme du Columbus Circle, l'angle des tours s'aligne avec Broadway, et l'espace entre les deux tours donne l'impression de prolonger le 59e rue, qui longe Central Park d'est en ouest. Enfin, le style rectangulaire de la grande baie vitrée qui surplombe Columbus Circle rappelle le cadastrage observable dans la majeure partie de Manhattan.
En 2021, l'édifice est renommé Deutsche Bank Center.